# Nadja Räss
Nadja Räss (* 1979 im Kanton Schwyz, Schweiz) ist eine Schweizer Sängerin mit dem Schwerpunkt Jodel. Sie gilt als Vertreterin der Neuen Volksmusik.

## Leben
In ihrer Kindheit lernte Nadja Räss durch Verwandte das Appenzeller Jodeln kennen. Sie besuchte die Stiftsschule Einsiedeln. Nach der Matura studierte sie Gesang an der Zürcher Hochschule der Künste und machte 2005 den Master in Pädagogik. Seitdem unterrichtet sie Jodeln und Gesang. 
Von 2012 bis 2018 war sie Intendantin der Klangwelt Toggenburg. Seit 2018 ist sie Dozentin für «Jodel» an der Hochschule Luzern. Damit wird erstmals an einer Schweizer Hochschule Jodeln unterrichtet.

## Interpretin
Seit ihrem 12. Lebensjahr tritt sie als Sängerin auf.
In ihren musikalischen Auftritten bringt Nadja Räss neue wie auch traditionelle Formen des schweizerischen Jodelns auf die Bühne. Sie tritt als Solistin und zusammen mit Musikern wie Markus Flückiger, Willi Valotti, Wolfgang Sieber, Heinz della Torre, aber auch mit den Formationen Alderbuebe oder Willis Wyberkapelle auf.
Sie kooperiert auch in Projekten mit Sängerinnen und Sängern aus anderen Kulturkreisen, unter anderem im Trio mit Outi Pulkkinen und Mariana Sadovska. Außerdem tritt sie gemeinsam mit dem Sinfonieorchester Camerata Schweiz auf.

## Auszeichnungen
- 2014 Prix Walo in der Kategorie «Jodel»[3]
- 2015 Kultur-Anerkennungspreis des Kantons Schwyz[4]
- 2016 nominiert für den Schweizer Musikpreis[1]

## Schriften
- 23 neumodische Jodelkompositionen aus den Alben «handglismet» und «wortlos». Mülirad, Altdorf 2009.
- mit Franziska Wigger: Jodel – Theorie & Praxis. Lehrbuch mit CD. Mülirad, Altdorf 2010.
- mit Karoline Oehme-Jüngling: Jodeln heute: Vorurteile und Facettenreichtum. In: Schweizer Volkskunde 100 (2010), Nr. 4, S. 129–131 (Digitalisat in E-Periodica).
- als Hrsg.: Jodel. Literatur für Kinder. 25 neue und alte Schweizermelodien mit CD zum Mitsingen. jodel.ch, Ebnat-Kappel 2014.